# Жива душа (фільм)
«Жива душа» (швед. En levande själ) — шведський короткометражний фільм 2014 року від режисера Генрі Мура Зельдера, за участі Льюїс Петегофф, Клаеса Люнгмарка, Стіни Екблад, Тови Магнуссон та інших. Фільм розповідає про видалений людський головний мозок, який знаходиться при тямі в лабораторному акваріумі. Фільм знято на основі роману Пера Крістіана Єрсільда «Жива душа» (1980). Прем'єра фільму відбулася на Гетеборзькому кінофестивалі, де він отримав почесну відзнаку.
Фільм зняла кінокомпанія B-Reel для Sveriges Television та щорічної ініціативи Шведського інституту кінематографії. Спецефекти складаються з аніматронної технології від Filmefex і цифрових ефектів від Swiss international. Для підводних сцен була використана домашня апаратура без кришки, що означало, що камеру не можна повністю опустити у воду. Фільм знімали моделлю камери A-cam dII, а деякі сцени — камерою від Gopro від першої особи.

## У ролях
- Това Магнуссон - Іпсілон
- Льюїс Петегофф — Емма
- Клаес Люнгмарк — професор
- Стіна Екблад — доцент
- Хрістофер Свенссон — аспірант
- Мішель Медоус — доктор
- ікаель Какіто — асистент лаборанта
- Івиця Зубак — лаборант
- Лізетт Паглер — інвестор
- Крістіан Петрі — дошка
- Томас Люндквіст — рука
- Йон Р. Галльстрьом — Тіло Іпсілона
- Анніка Лінд — охоронниця
- Еркулус Естберг — охоронець